# Chiticeni, Bacău
Chiticeni este un sat în comuna Secuieni din județul Bacău, Moldova, România.